# Burg Stahelsberg

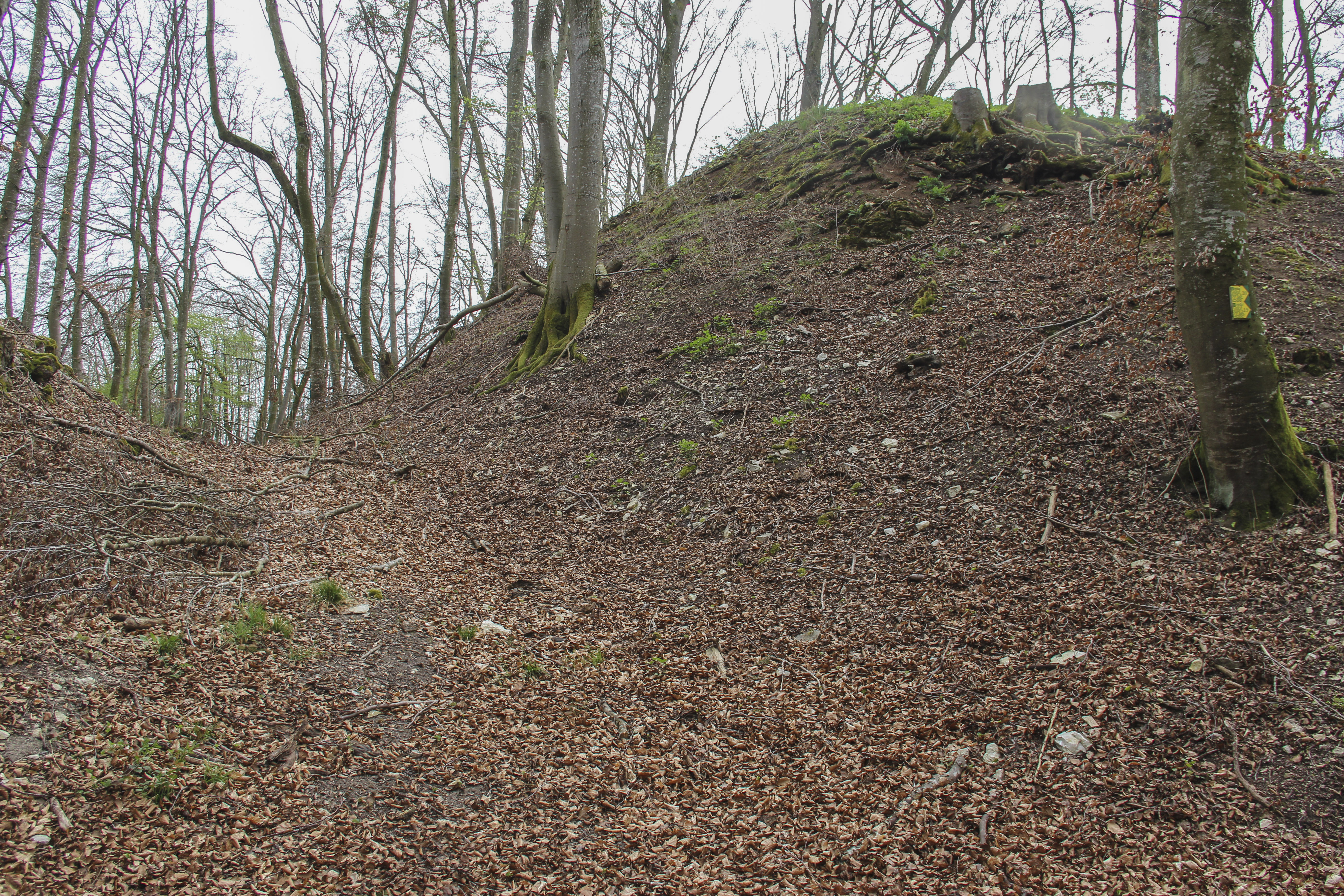
Bild 2: Profil des Halsgrabens (April 2014)

Die Burg Stahelsberg ist eine heute nur noch als Burgstall erhaltene hochmittelalterliche Adelsburg. Sie lag auf dem Schlossberg südlich von Hechlingen in der mittelfränkischen Gemeinde Heidenheim in Bayern, Deutschland. Die Burg ist heute nahezu völlig abgegangen, erhalten hat sich nur der eindrucksvolle Halsgraben und ein Abschnittswall.

## Geographische Lage
Die Burgstelle der Spornburg liegt im südwestlichen Bereich des Mittelgebirges Frankenjura, auf dem 528,3 m ü. NHN hohen Schlossberg, der einen nach Westen in das Tal der Rohrach vorspringenden Bergsporn bildet. Dieser Sporn liegt etwa 70 Höhenmeter über dem Talgrund und fällt an drei Seiten steil ab, nur die Ostseite geht in eine wenige Meter tiefer liegende und leicht ansteigende Hochfläche über.
Der Burgstall befindet sich rund 2330 Meter südsüdwestlich der Evangelisch-Lutherischen Pfarrkirche St. Lucia und Ottilie in Hechlingen oder etwa sieben Kilometer südsüdwestlich von Heidenheim.
In der Nähe befinden sich noch weitere ehemalige mittelalterliche oder vorgeschichtliche Burgen: 3,5 Kilometer westlich lagen die beiden Burgen von Steinhart, 4,7 Kilometer südwestlich der Burgstall der Burg Trendel.

## Geschichte
Über die Burg selbst ist nicht sehr viel bekannt, sie wurde wohl während des 11. Jahrhunderts errichtet, und war der Stammsitz der Herren von Stahelsberg. Sie starben mit dem 1197 genannten Rupertus de Stahelsberc aus, was auch die erste Nennung der Burg darstellt. Die Stahelsberger wurden nach dem Tod von Rupert von den Edelfreien und späteren Grafen von Truhendingen beerbt. Friedrich III. von Truhendingen und seine Ehefrau Agnes wollten auf dem Gelände der Burg Stahelsberg ein Zisterzienserinnenkloster errichten lassen, was ihnen am 14. August 1245 auch der Eichstätter Bischof Friedrich II. von Parsberg bestätigte. Ursprünglich wurde das Kloster allerdings schon vor dem Jahr 1222 in Windsfeld bei Gunzenhausen gegründet worden, warum es dann zu diesem Standortwechsel kam, ist nicht bekannt. Aber auch der Schlossberg war nicht der letzte Standort des Klosters, nach einer nochmaligen Erwähnung im Oktober 1251 wurde es1252 nach Klosterzimmern verlegt. Zu diesem zweiten Standortwechsel kam es einmal wegen wirtschaftlichen Gründen, zum anderen durch eine Stiftung von Rudolf von Hürnheim-Rauhaus, der dem Kloster sein Gut bei Klosterzimmern übergab, allerdings mit der Auflage das Kloster vom Schlossberg in das Ries zu verlegen. 1253 wurde es wiederum in den Schutz des Papstes gestellt. Anschließend verfiel das Kloster und die zugehörige Siedlung auf dem Schlossberg nach der Abwanderung der Nonnen.
Heute ist der Burgstall als Baudenkmal D-5-77-140-44 „Kapellenruine, erhaltene Fragmente einer Burg oder eines Klosters, mittelalterlich; Schloßberg“ sowie als Bodendenkmal D-5-7030-0047 „Mittelalterlicher Burgstall und abgegangenes Zisterzienserkloster“ vom Bayerischen Landesamt für Denkmalpflege erfasst.

## Beschreibung
Das sich von Osten nach Westen erstreckende, etwa glockenförmige Gelände der Burganlage hat eine größte Länge von 140 Metern und eine Breite von bis zu 100 Meter an der Ostseite, an der Westseite verringert sich diese auf rund 40 Meter. An drei Seiten fällt die Fläche der Burg steil in das Tal der Rohrach ab, nur im Osten, wo sich eine Hochfläche anschließt, musste sie durch einen Halsgraben mit Innenwall stärker befestigt werden. Dieser von Nord nach Süd verlaufende und leicht nach außen gebogene Sohlgraben hat eine Länge von etwa 150 Meter, seine Breite beträgt durchschnittlich 15 Meter, seine Tiefe vier Meter (Bild 2). Der aus dem Fels gehauene Graben weist am Nord- sowie am Südende einen deutlichen Abraumhügel auf, ein Zeichen seiner künstlichen Herkunft. Die Innenseite dieses Grabens wird von einem mächtigen Wall flankiert, der wie der Graben die gesamte Ostseite abdeckt. Seine Breite an der Basis beträgt noch 20 Meter, von der Sohle des Halsgrabens aus beträgt seine Höhe neun Meter, von Burggelände aus 2,5 Meter. An der Südostecke des Burggeländes verläuft der Wall dann anschließend noch weitere 60 Meter quer in südwestlicher Richtung den Berghang hinab. Wenige Meter unterhalb des Wallendes befindet sich ein Steinbruch.
Eindeutige Spuren von einstiger Bebauung finden sich auf der Burgfläche heute nicht mehr, nur die Ruine einer kleinen Kirche befindet sich bei der Nordseite (Bild 1). Diese war in Ost-West-Richtung ausgerichtet und maß 16 mal 8 Meter. An ihrer Ostseite schloss sich ein rechteckiger Chor an.